# واقعه ویکو

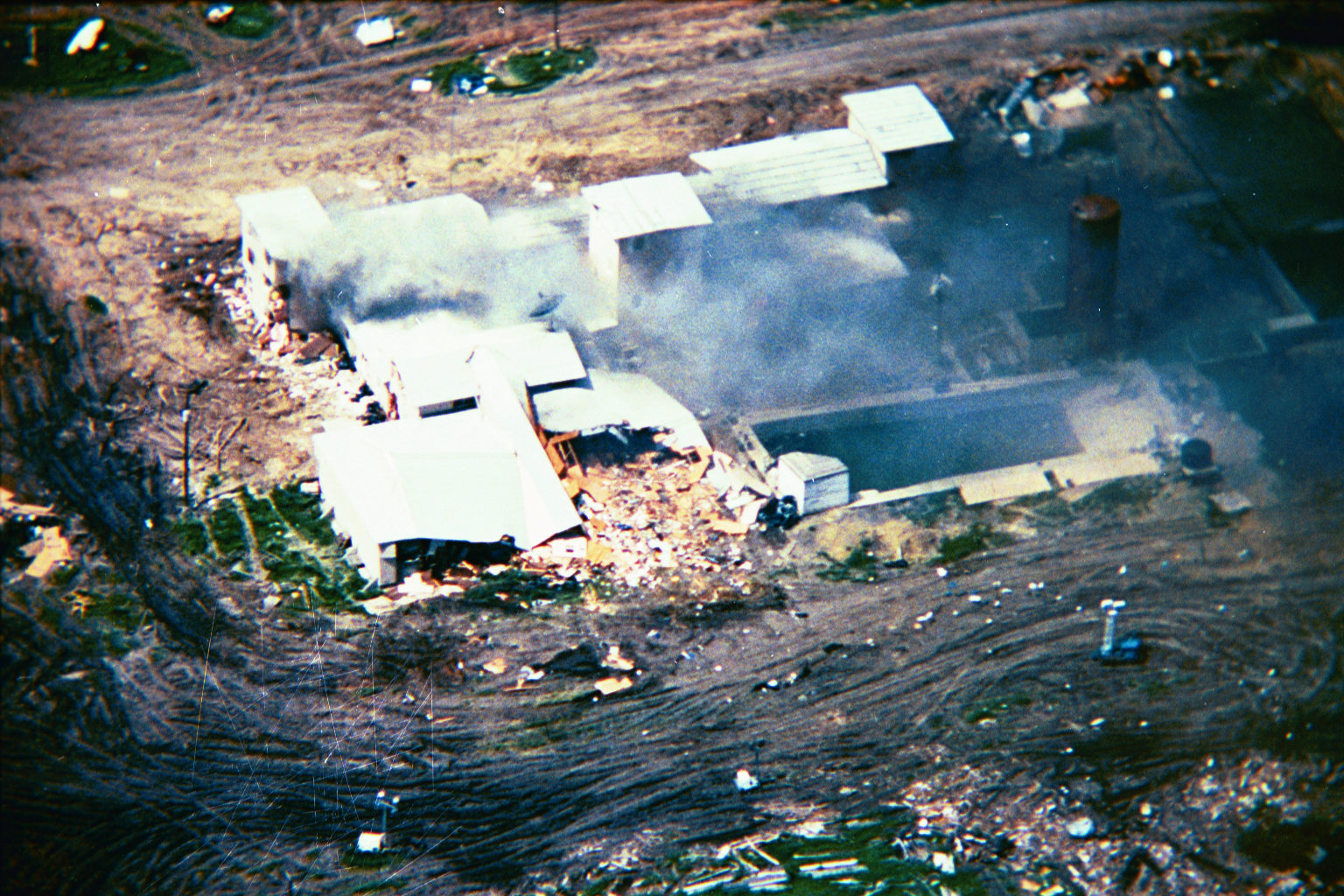

حادثه وِیْکو (به انگلیسی: Waco incident) محاصره نظامی محوطه‌ای متعلق به فرقهٔ مذهبی فرقه داودیه از سوی مأموران اداره تحقیقات فدرال (اف‌بی‌آی)، مأموران ایالتیِ تگزاس، و ارتش آمریکا بین ۲۸ فوریه و ۱۹ آوریل ۱۹۹۳ بود. فرقه داویدیان، فرقه‌ای که در سال ۱۹۵۵ از کلیسای ادونتیست‌های روز هفتم جدا شد، تحت رهبری دیوید کورش قرار داشت. مرکز این فرقه در مزرعهٔ مرکز جبل کارمل در منطقهٔ الک تگزاس در ۹ مایلی (۱۴ کیلومتری) شمال شرقی وِیکو، تگزاس قرار داشت. این گروه مشکوک به نقض قانون در خصوص اسلحه بود که باعث شد اداره مشروبات الکلی، دخانیات، سلاح‌های گرم و مواد منفجره (اِی‌تی‌اف) یک حکم قضایی جستجو و دستگیری در خصوص آن دریافت کند.
این واقعه هنگامی آغاز شد که اداره مشروبات الکلی، دخانیات، سلاح‌های گرم و مواد منفجره تلاش خود به منظور یورش به مزرعه را آغاز کرد. یک نبرد مسلحانه شدید درگرفت، که منجر به مرگ چهار مأمور حکومتی و شش داویدی شد. پس از ناکامی ای تی اف در یورش به محوطه اف‌بی‌آی شروع به محاصرهٔ آن کرد. وضعیتی که ۵۱ روز با بلاتکلیفی ادامه یافت. نهایتاً اف‌بی‌آی در تلاش برای بیرون کردن داویدیان از مزرعه حمله‌ای با گاز اشک‌آور را صورت داد. در جریان حمله مرکز جبل کارمل دچار آتش‌سوزی شد. ۷۶ نفر از جمله دیوید کورش کشته شدند.
در خصوص وقایع رخ داده در محاصره ادعاهای ضدونقیضی وجود دارد. یک مجادله مشخصاً بر سر منشأ آتش بروز کرد؛ تحقیقی از سوی دولت در سال ۲۰۰۰ نتیجه گرفت خود اعضای فرقه آتش را شروع کرده بودند. وقایع ویکو و محاصره‌ای ۱۲ ماه قبلتر در روبی ریج به وقوع پیوسته بودند هر دو به عنوان انگیزه‌های بمبگذاری ذکر شده‌اند که دو سال بعدتر در انفجار اکلاهماسیتی رخ داد.

## شرح حادثه
پیش از حادثه، دو مأمور اف‌بی‌آی به عنوان دانشجویانی که به دین آنها علاقه دارند رابطه‌ای با دیوید کورِش تغییر داده بود. در ساعت ۹ صبح ۲۸ فوریه ۱۹۹۳ ۷۶ مأمور آموزش‌دیده نظامی اف‌بی‌آی بدستور دادستانی آمریکا به ستاد فرقه داویدیان به رهبری دیوید کورِش در شهرک وِیکو (Waco) در ایالت تگزاس، یورش بردند و این مرکز را محاصره کردند. این موضوع به سرعت منجر به تبادل آتش شد و تیراندازی ۹۰ دقیقه طول کشید. در نتیجه این تقابل آتش، ۴ مأمور و دو نفر از عبادت‌کنندگان کشته شده و ده‌ها نفر از دو سو از جمله ۲۰ تن از مأموران زخمی شدند. از جمله خود کورِش که یک گلوله به پهلو و دیگری به پشت او خورد. دو طرف در ساعت ۱۱:۳۰ صبح بر سر آتش بس توافق کردند و اف‌بی‌آی اختیار عملیات را به عهده گرفت. همزمان تیم نجات گروگان‌ها و نیروهای تازه‌نفس تاکتیکی محل را محاصره کردند. از آن هنگام محاصره، آغاز شد.
مأموران اف‌بی‌آی هر روز با تلفن با کورِش درباره تسلیم، مذاکره می‌کردند و همزمان از بیرون، فشار را افزایش می‌دادند. رهبر داودیه قول داد که اگر هر روز پیامی از او را در رادیو پخش کنند، کودکان را دو به دو آزاد کند. ف‌بی‌آی بچه‌ها را به خانه متدویست ویکو می‌برد و از آن‌ها فیلم می‌گرفت به این امید که دیدن آنها انگیزه برای دیگر داودی‌ها شوند تا از این مقر خارج شوند و چنین هم شد. حدود ۳۵ نفر از جمله ۲۱ کودک بیرون آمدند. از دید اف‌بی‌آی ماجرا داشت به آسانی پایان می‌یافت چون کورش مایل بود به مسالمت از محوطه خارج شود. اما رهبر داودیه پس از مدتی به مذاکره‌کنندگان اعلام کرد که خدا به او دستور داده است که صبر کند. و از روز ۲۳ مارس به بعد حتی یک نفر از پیروان داودیه از محوطه خارج نشد. تلاش‌های نیروهای انتظامی برای بیرون آوردن اجبار‌ی افراد شدت گرفت. آنها برق محوطه را قطع کرده و روز و شب با نورافکن‌های قوی آنجا را روشن کردند. صداهای زیر مانند صدای بلند شدن هواپیما، کشتار خرگوش‌ها، زمزمه‌های بودایی، و صدای بلند موسیقی پاپ از بعضی بلندگوها پخش کردند.
کورش با دوربینی که اف‌بی‌آی اجازه داده بود وارد محوطه شود از خودش در کنار چند کودک و زن جوان فیلمبرداری می‌کرد و آنها را فرزندان و همسران خود معرفی کرد و تلاش کرد بگوید که اینها گروگان نیستند. این تصاویر از کورش و همسران و فرزندانش به مطبوعات نرسیدند ولی مأموران ارشد اف‌بی‌ای، وزارت دادگستری و جنت رینو، دادستان کل، از اینها مطلع بودند. رینو در هفته ۱۲ آوریل ۱۹۹۳ چندین جلسه برای بررسی راه‌های جایگزین پایان دادن به محاصره برگزار کرد و به این درگیری پایان داد.
او در نهایت پیشنهاد تیم نجات گروگان‌ها مبتنی بر آوردن يک مأمور کنترل شورش به داخل ساختمان را پذیرفت. در نتیجه حدود ساعت ۶ صبح ۱۹ آوریل، بایرون سیج، مذاکره‌کننده ارشد، با داودی‌ها تماس گرفت که به آن‌ها اطلاع دهد که آماده استفاده از گاز اشک‌آور در داخل ساختمان هستند؛ ولی کسی به ساختمان حمله نخواهد کرد. آنها همین پیام را هم در سیستم بلندگوی عمومی اعلام کردند و از کسانی که هنوز داخل بودند درخواست کردند که محوطه را ترک کنند. گزارشی در سال ۱۹۹۶ که کمیسیون متکثری از کنگره آمریکا درباره وقایع منتشر شده می‌گوید: تقریباً بلافاصله داودی‌ها شروع به تیراندازی به خودروهای اف‌بی‌آی کردند. با وجود مخالفت مذاکره‌کنندگان، ظرف چند دقیقه فرمانده تیم نجات گروگان‌ها دستور داد هم‌زمان به داخل کل مجموعه گاز پرتاب شود. آنها این کار را برای شش ساعت ادامه دادند. اما هیچ کس از ساختمان خارج نشد. حدود ظهر حریقی تقریباً هم‌زمان از سه نقطه مختلف محوطه به راه افتاد. ظرف چند دقیقه، محوطه داودی‌ها سوخت و خاکستر شد. در میان کشته‌شدگان ۲۱ کودک و دو زن باردار بودند. مأموران آتش‌نشانی برای خاموش کردن آتش به موقع نرسیدند و علت شروع آتش‌سوزی هم هنوز روشن نشده است. به این ترتیب، محاصره پایان یافت.

## بازتاب
روز بعد، بیل کلینتون که سه ماه بود به ریاست‌جمهوری رسیده بود گفت: «فکر نمی‌کنم دولت آمریکا مسئول این باشد که گروهی از متعصبان مذهبی تصمیم گرفته بودند خودشان را بکشند». اما این حادثه تاثیر چشمگیری در سال اول دولت نخست او و بازگشت جمهوری‌خواهان به قدرت در انتخاب مجلس ۱۹۹۴ داشت.
عده زیادی از مردم آمریکا داوودی‌ها را مدافعان دو حق اساسی آزادی عبادت و حق حمل اسلحه در آمریکا می‌بینند.

## گزارش کنگره
بین آوریل ۱۹۹۵ و مه ۱۹۹۶ دو کمیته کنگره درباره اقدامات نیروهای فدرال در طی محاصره کوه کرمل تحقیق کردند. این گزارش با اینکه به این نتیجه رسید که مسئولیت نهایی فاجعه به گردن کورش بوده، اما قویاً از تصمیم‌ها و راهکارهایی که سازمان‌های دخیل در ماجرا در پیش گرفتند انتقاد کرد. آنها به صراحت گفتند دخالت اداره مشروبات الکلی، دخانیات، سلاح‌های گرم و مواد منفجره در ماجرای داوودی‌ها به شدت دور از صلاحیت‌ و بدون حداقل حرفه‌ای‌گری مورد انتظار از یک سازمان فدرال بوده است. همچنین تصمیم دادستان کل، جنت رینو برای صدور اجازه مداخله برای پایان دادن به محاصره را شتاب‌زده، گمراهانه و به شدت غیرمسئولانه خواند. این گزارش، هشدار داد که گاز اشک‌آور به ویژه برای کودکان کم سن و سال، زنان باردار و افراد سالخورده می‌تواند باعث ناراحتی فیزیکی فوری، مزمن و شدید برای کسانی شود که در معرض آن واقع می‌شوند. برای همین، استفاده از آن را رد کرد اصرار کرد که مأموران باید تا آخر بر سر یک پایان مسالمت‌آمیز چانه‌زنی می‌کردند. اما این گزارش آغاز آتش‌سوزی را به مسئولان ربط نمی‌دهد و تلاش‌ می‌کند نظریه‌های مبنی بر اینکه این مأموران بودند که عامدانه یا ناخواسته به خاطر ترکیب تیراندازی و مواد شیمیایی موجود در گاز اشک‌آور باعث بروز آتش‌سوزی شده بودند، نفی کند. اما با استدلال وزارت دادگستری برای توجیه نفرستادن آتش‌نشان‌ها به صحنه و تأخیر در تماس با آتش‌نشانی مخالفتی ندارد. گزارش ادعا می‌کند که افراد مسلح درون فرقه به‌طور عمد آتش‌سوزی را به راه انداختند و زنان و کودکانشان را به‌همراه خود کشتند. گرچه اعضای این فرقه معتقدند آتش‌سوزی را نیروهای دولتی مرتکب شدند. این گزارش تنها به نظریه‌های توطئه درباره نقش مأموران در فاجعه و فرضیه‌هایی مانند گسترش افسارگسیخته پخش آتش دامن زد.

## انفجار اکلاهماسیتی
دو سال بعد از محاصره، تیموتی مک‌وی، مرد جوانی که در ویکو حامی داودی‌ها بود و مصرانه فکر می‌کرد که پاسخ و واکنش مقامات شاهد برآمدن یک نظم جدید جهانی است، ساختمانی فدرال را در ۲۰ آوریل سال ۱۹۹۵ در اوکلاهاماسیتی منفجر کرد که منجر به کشته شدن ۱۶۸ نفر و مجروح شدن ۷۰۰ نفر شد. این بمبگذاری، مرگبارترین حمله تروریستی داخلی در تاریخ آمریکا بود. این فاجعه باعث شد الکس جونز در سال ۱۹۹۸ کمپینی را برای بازسازی مقر داودیه را برای ادای احترام به درگذشتگان راه‌اندازی کند.